# Lotus ononopsis
Lotus ononopsis är en ärtväxtart som beskrevs av Isaac Bayley Balfour. Lotus ononopsis ingår i släktet käringtänder, och familjen ärtväxter. IUCN kategoriserar arten globalt som livskraftig. Inga underarter finns listade i Catalogue of Life.